# Danny Kaye
Danny Kaye (nascut David Daniel Kaminsky; yiddish: דוד־דניאל קאַמינסקי    ; e 18 degener de 1911 - 3 de març de 1987) va ser un actor, còmic, cantant i ballarí nord-americà. Les seves actuacions van incloure comèdia física, pantomimes idiosincràtiques i cançons novedoses de foc ràpid .
Kaye va protagonitzar 23 pel·lícules, sobretot Un home fenomen (1945), The Kid from Brooklyn (1946), La vida secreta de Walter Mitty (1947), The Inspector General (1949), El fabulós Andersen (1952), Nadal blanc (1954), i The Court Jester (1955). Les seves pel·lícules van ser populars, especialment per les seves interpretacions de cançons patter i favorites com "Inchworm" i "The Ugly Duckling".
Va ser el primer ambaixador en general d'UNICEF el 1954 i va rebre la Legió d'Honor francesa el 1986 pels seus anys de treball amb l'organització.

## Biografia
David Daniel Kaminsky va néixer a Brooklyn, Nova York, el 18 de gener de 1911 (encara que més tard diria 1913), fill dels immigrants jueus ucraïnesos Jacob i Clara (de soltera Nemerovsky) Kaminsky. Era el petit de tres fills. Els seus pares i els seus germans grans Larry i Mac van deixar Iekaterinoslav (aleshores part de Novorossia a l'Imperi Rus) dos anys abans del naixement de Danny; era el seu únic fill nascut als Estats Units.
Va assistir a l'escola pública 149 a l'est de Nova York, Brooklyn (finalment rebatejada per honorar-lo) —on va començar a entretenir els seus companys amb cançons i acudits. Va assistir a Thomas Jefferson High School a Brooklyn, però no es va graduar.
La seva mare va morir quan ell era molt jove. Poc després, Kaye i el seu amic Louis van marxar a Florida. Kaye va cantar mentre Louis tocava la guitarra i la parella es va guanyar la vida durant un temps. Quan Kaye va tornar a Nova York, el seu pare no el va pressionar perquè tornés a l'escola o a la feina, donant al seu fill l'oportunitat de madurar i descobrir les seves habilitats. Kaye va dir que quan era un nen, havia volgut ser cirurgià, però la família no es podia permetre l'educació mèdica.
Després de deixar l'escola, va ocupar una successió de treballs com a soda jerk, investigador d'assegurances d'automòbils i empleat d'oficina. La majoria va acabar amb l'acomiadament. Va perdre la feina d'assegurança quan va cometre un error que va costar a la companyia d'assegurances 40.000 dòlars (600.000 dòlars el 2019 ajustats per la inflació).Un dentista que el va contractar per cuidar la seva oficina durant el dinar i fer encàrrecs el va acomiadar quan va trobar Kaye fent servir el seu trepant dental a la fusta de l'oficina. El 1939, Kaye va conèixer la filla del mateix dentista, Sylvia Fine , en una audició, i el 1940 es van fugir.Va aprendre el seu ofici en els seus anys d'adolescència als Catskills com a Mestre de Cerimònies al Borscht Belt.
El primer descans de Kaye va arribar el 1933 quan es va unir als Three Terpsichoreans, un acte de dansa de vodevil. Van obrir a Utica, Nova York, on va utilitzar el nom artístic de Danny Kaye per primera . L' espectacle va fer una gira pels Estats Units i a Àsia amb l' espectacle La Vie Paree. La companyia va marxar per una gira de sis mesos per Àsia el 8 de febrer de 1934. Durant la seva estada a Osaka, Japó, un tifó va colpejar la ciutat. L'hotel de la comparsa va patir greus danys. El fort vent va llançar un tros de la cornisa de l'hotel a l'habitació de Kaye. A l'hora de l'actuació del vespre, la ciutat estava en plena tempesta. Sense poder, el públic es va posar inquiet i nerviós. Per calmar-los, Kaye va pujar a l'escenari amb una llanterna per il·luminar-li la cara i va cantar totes les cançons que recordava tan fort com va poder.
L'experiència d'intentar entretenir un públic que no parlava anglès el va inspirar a fer els gestos de pantomima, cançons i expressions facials que finalment van fer la seva reputació. De vegades, els considerava necessaris a l'hora de demanar un àpat. La filla de Kaye, Dena, explica una història que el seu pare va explicar sobre estar en un restaurant de la Xina i intentar demanar pollastre. Kaye va batejar els braços i va caclear, donant al cambrer una imitació d'un pollastre. El cambrer va assentir en comprensió i li va portar dos ous a Kaye. El seu interès per la cuina va començar a la gira.
Els llocs de treball eren escasses quan Kaye va tornar als Estats Units i va lluitar per les reserves. Una feina era treballar en una revista burlesca amb la ballarina Sally Rand. Després que la ballarina deixés caure un ventall mentre intentava perseguir una mosca, Kaye va ser contractat per vigilar els aficionats, de manera que sempre es mantenien davant d'ella.

### Carrera
El 1937, el debut cinematogràfic de Kaye va venir d'un contracte amb Educational Pictures, amb seu a Nova York, per a una sèrie de comèdies de dos rodets. Normalment interpretava un rus maníac, pèl fosc i parlant ràpid en aquests curts de baix pressupost, enfront dels joves aspirants June Allyson i Imogene Coca. La sèrie Kaye va acabar bruscament quan l'estudi va tancar el 1938. El 1937 treballava als Catskills amb el nom de Danny Kolbin.
La seva següent aventura va ser un espectacle de Broadway de curta durada amb Sylvia Fine com a pianista, lletrista i compositora. The Straw Hat Revue es va obrir el 29 de setembre de 1939 i va tancar al cap de 10 setmanes, però els crítics van notar el treball de Kaye. Les crítiques van portar una oferta tant per a Kaye com per a la seva núvia Sylvia per treballar a La Martinique, una discoteca de la ciutat de Nova York. Kaye va actuar amb Sylvia com a acompanyant. A La Martinica, el dramaturg Moss Hart va veure a Danny actuar, i això va fer que Hart el fes servir per a la seva exitosa comèdia de Broadway Lady in the Dark.
El 1941, als 30 anys, Kaye va aconseguir un triomf interpretant a Russell Paxton a Lady in the Dark, protagonitzada per Gertrude Lawrence. El seu número que va aturar l'espectacle va ser "Tschaikowsky (and Other Russians)" de Kurt Weill i Ira Gershwin en què cantava els noms d'una sèrie de compositors russos a una velocitat vertiginosa, aparentment sense respirar. A la temporada següent  de Broadway, va ser l'estrella d'un programa sobre un jove que està redactat anomenat Let's Face It!.
El seu debut al llargmetratge va ser a la comèdia Technicolor del productor Samuel Goldwyn de 1944 Up in Arms, un remake de la comèdia d'Eddie Cantor de Goldwyn Whoopee! (1930). El productor rival Robert M. Savini va treure profit recopilant tres dels curtmetratges Educational Pictures de Kaye en una funció de mosaic titulada The Birth of a Star (1945). El magnat de l'estudi Goldwyn volia arreglar el nas prominent de Kaye per semblar menys jueu; Kaye es va negar, però sí que va permetre que els seus cabells vermells fossin ros decolorats, pel que sembla perquè es veia millor en Technicolor.

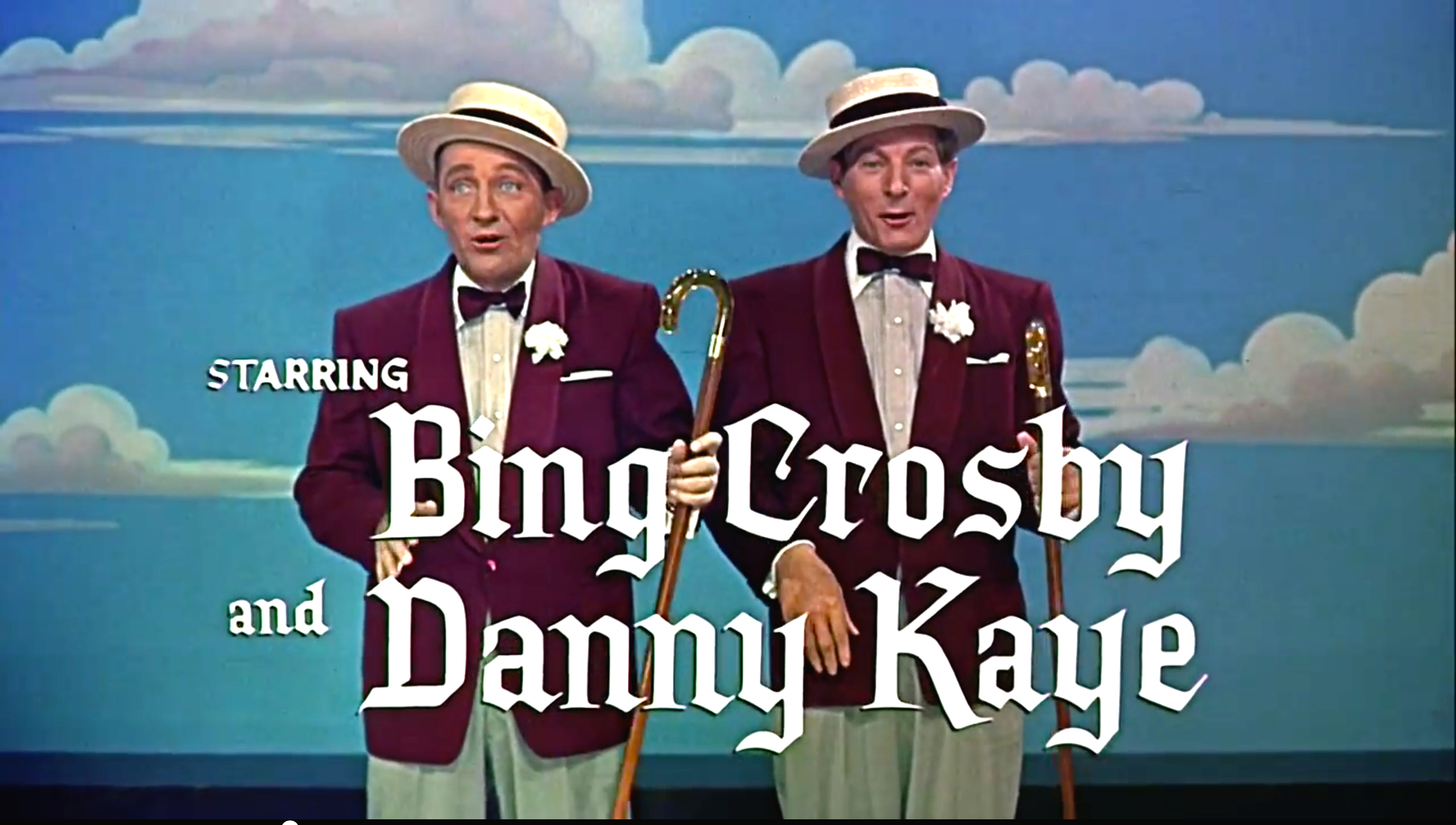
Trailer de Nadal blanc, amb Bing Crosby

Kaye va protagonitzar un programa de ràdio, The Danny Kaye Show, on a la CBS de 1945 a 1946. La popularitat del programa va augmentar ràpidament. En un any, va empatar amb Jimmy Durante al cinquè lloc a l' enquesta de popularitat de  Radio Daily popularity. A Kaye se li va demanar que participés en una gira USO després del final de la Segona Guerra Mundial. Això significava que estaria absent del seu programa de ràdio durant gairebé dos mesos al començament de la temporada. Els amics de Kaye es van omplir amb un hoste convidat diferent cada setmana. Kaye va ser el primer actor nord-americà a visitar Tòquio de postguerra. Hi havia girat uns deu anys abans amb la companyia de vodevil. Quan Kaye va demanar ser alliberat del seu contracte de ràdio a mitjans de 1946, va acceptar no acceptar un programa de ràdio regular durant un any i només va limitar les aparicions de convidat en altres programes de ràdio. Molts dels episodis del programa sobreviuen avui dia, destacant-se per la signatura inicial de Kaye ("Git gat gittle, giddle-di-ap, giddle-de-tommy, riddle de biddle de roop, da-reep, fa-san, skeedle de woo-da, fiddle de wada, reep!").
Kaye va protagonitzar diverses pel·lícules amb l'actriu Virginia Mayo a la dècada de 1940, i és coneguda per pel·lícules com The Secret Life of Walter Mitty (1947), The Inspector General (1949), On the Riviera (1951) co-protagonitzada per Knock on Wood (1954), White Christmas (1954), The Court Jester (1956), Me and the Colonel (1958), i Merry Andrew (1958). Kaye va protagonitzar dues pel·lícules basades en biografies, Hans Christian Andersen (1952), el narrador danès i The Five Pennies (1959) sobre el pioner del jazz Red Nichols. La seva dona, l'escriptora i lletrista Sylvia Fine, va escriure moltes cançons que es van torçar la llengua per les quals Kaye es va fer famosa. També va ser productora de cinema associada. Algunes de les pel·lícules de Kaye incloïen el tema dels dobles, dues persones que semblen idèntiques (ambdós Danny Kaye) es van confondre l'una amb l'altra amb efectes còmics.

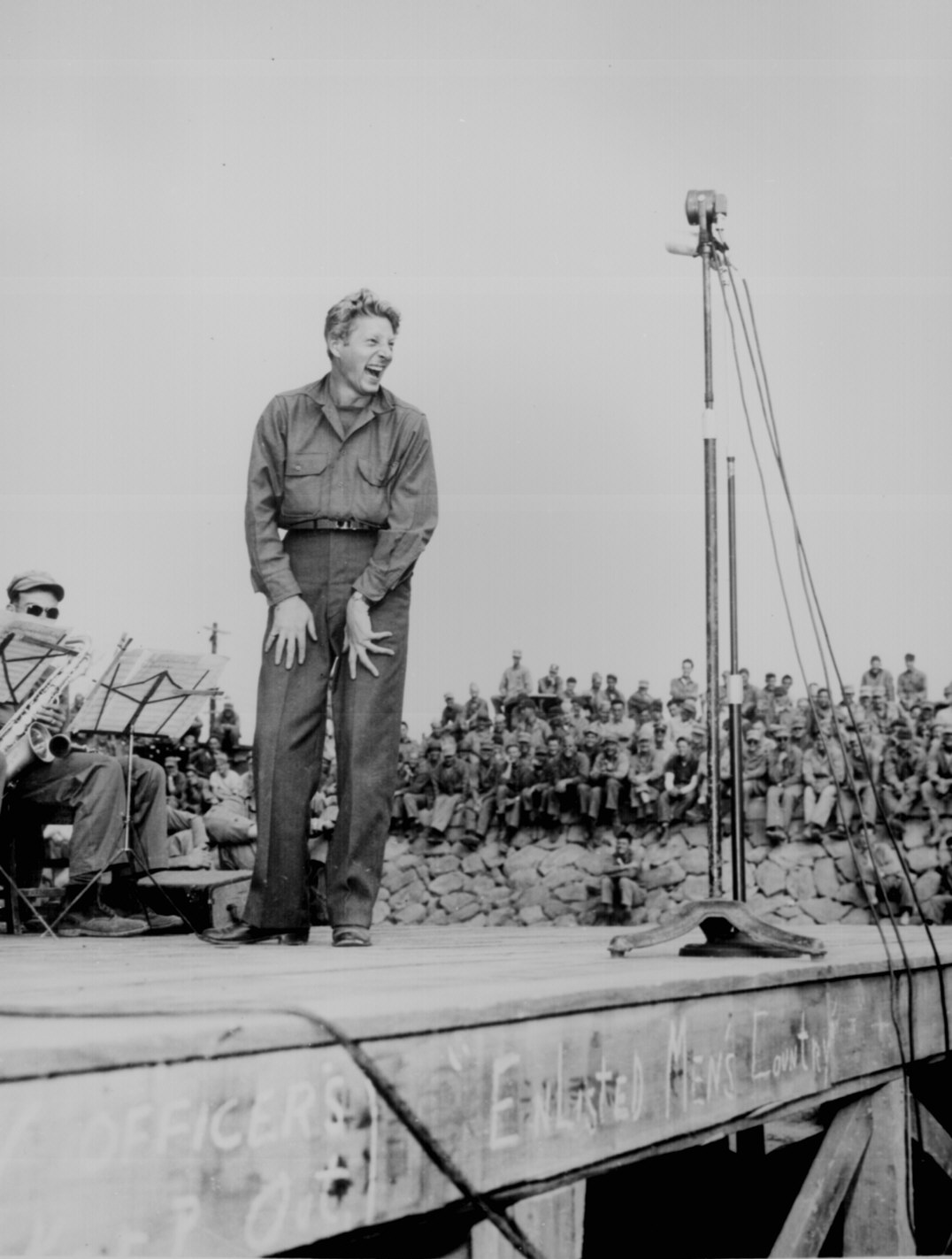
Danny Kaye de gira USO a Sasebo, Japó, 25 d'octubre de 1945. Kaye i el seu amic, l'entrenador dels Dodgers Leo Durocher, van fer el viatge..

Tot i que la seva dona va escriure la major part del material de Kaye, ell va crear gran part d'ell mateix, sovint mentre actuava. Kaye tenia un personatge que mai va compartir amb el públic; Kaplan, el propietari d'una empresa de cautxú, va cobrar vida només per a la família i els amics. La seva dona, Sylvia, va descriure el personatge de Kaplan:
| « | No té cap nom de pila. Fins i tot la seva dona l'anomena només Kaplan. És un personatge analfabet i pompós que anuncia les seves filantropies. Jack Benny o Dore Schary podrien dir: "Kaplan, per què odies tant els sindicats?" Si Danny té ganes de fer Kaplan aquella nit, podria estar fora de Kaplan durant dues hores. | » |

Quan va aparèixer al London Palladium el 1948, "va fer riure a la família reial i va ser el primer de molts intèrprets que han convertit les varietats britàniquesen una conserva americana". Life va descriure la seva recepció com una "histèria venerativa" i va assenyalar que la família reial, per primera vegada, va abandonar la llotja reial per mirar des de la primera fila de l'orquestra. Va relatar que no tenia ni idea de les connexions familiars quan el marquès de Milford Haven es va presentar després d'un espectacle i va dir que li agradaria que els seus cosins veiessin actuar en Kaye. Kaye va declarar que no va tornar mai al lloc perquè no existia cap manera de recrear la màgia d'aquell moment. Kaye va tenir una invitació per tornar a Londres per a participar al  Royal Variety Performance al novembre del mateix any. Quan va arribar la invitació, Kaye estava ocupada amb The Inspector General (que tenia un títol provisional de Happy Times ). Warner Bros. va aturar la pel·lícula per permetre que la seva estrella hi assistís. Quan els seus companys del segell de Decca The Andrews Sisters van començar el seu compromís al London Palladium després de l'èxit de l'aparició de Kaye el 1948 allà, el trio va ser ben rebut i David Lewin del Daily Express va declarar: "El públic va donar a les Andrews Sisters el rugit de Danny Kaye!"
Va ser l'amfitrió dels 24ns Premis Òscar l'any 1952. El programa es va emetre per ràdio; les retransmissions de la cerimònia de l'Oscar van arribar més tard. Durant la dècada de 1950, Kaye va visitar Austràlia, on va interpretar a Buttons en una producció de Cinderella a Sydney. El 1953, Kaye va iniciar una productora, Dena Pictures, anomenada així per la seva filla. Knock on Wood va ser la primera pel·lícula produïda per la seva firma. L'empresa es va expandir a la televisió el 1960 sota el nom de Belmont Television.
Kaye va entrar a la televisió el 1956, al programa See It Now de la CBS amb Edward R. Murrow. The Secret Life of Danny Kaye va combinar la seva gira de 50.000 milles i deu països com a ambaixador d'UNICEF amb música i humor. El seu primer esforç en solitari va ser el 1960 amb un especial d'una hora produït per Sylvia i patrocinat per General Motors, amb especials similars el 1961 i el 1962.

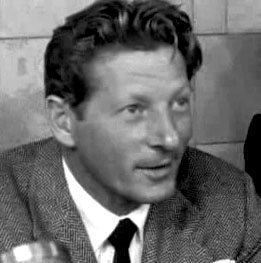
Kaye a Schiphol el 5 d'octubre de 1955

Va acollir The Danny Kaye Show de 1963 a 1967; va guanyar quatre premis Emmy i un premi Peabody.  El seu últim paper protagonista cinematogràfic va ser a 1963 The Man from the Diners' Club de 1963 .
A partir de 1964, va actuar com a presentador de televisió de les retransmissions de la CBS de El màgic d'Oz de MGM. Kaye va fer un període com a What's My Line? convidat misteriós al programa de preguntes de la CBS-TV de diumenge a la nit. Kaye va ser més tard un panelista convidat en aquest programa. També va aparèixer al programa d'entrevistes Here's Hollywood. A la dècada de 1970, Kaye es va esquinçar un lligament de la cama durant la carrera del musical de Richard Rodgers Two by Two, però va continuar amb l'espectacle, apareixent amb la cama enguixada i fent cabrioles a l'escenari en una cadira de rodes. Havia fet el mateix en el seu programa de televisió el 1964, quan es van cremar la cama i el peu dret per un accident de cuina. Es van planificar les preses de càmera perquè els espectadors de televisió no veiessin Kaye a la seva cadira de rodes.
El 1976, va interpretar Geppetto en una adaptació musical de televisió de Pinocchio amb Sandy Duncan en el paper principal. Kaye va interpretar al capità Hook al costat de Mia Farrow en una versió musical de Peter Pan amb cançons d'Anthony Newley i Leslie Bricusse. Més tard va actuar com a estrella convidada en episodis de of The Muppet Show I The Cosby Show, i en el revival dels anys 80 The Twilight Zone.
En moltes pel·lícules, així com a l'escenari, Kaye va demostrar ser un actor, cantant, ballarí i còmic capaç. Va mostrar el seu costat seriós com a ambaixador d'UNICEF i en el seu paper dramàtic a la memorable pel·lícula de televisió Skokie, quan va interpretar un supervivent de l'Holocaust. Abans de la seva mort el 1987, Kaye va dirigir una orquestra durant una còmica sèrie de concerts organitzats per a la recaptació de fons d'UNICEF. Kaye va rebre dos premis de l'Acadèmia: un premi honorífic de l'Acadèmia el 1955 i el premi humanitari Jean Hersholt el 1982. Aquell any, va rebre el premi anual del Sindicat d'Actors de Cinema.
El 1980, Kaye va ser l'amfitrió i va cantar en el 25è aniversari de la celebració de Disneyland i va organitzar la celebració d'obertura d'Epcot el 1982 (Epcot Center en aquell moment). Tots dos es van emetre a la televisió en hora de màxima audiència als Estats Units.

### Carrera musical

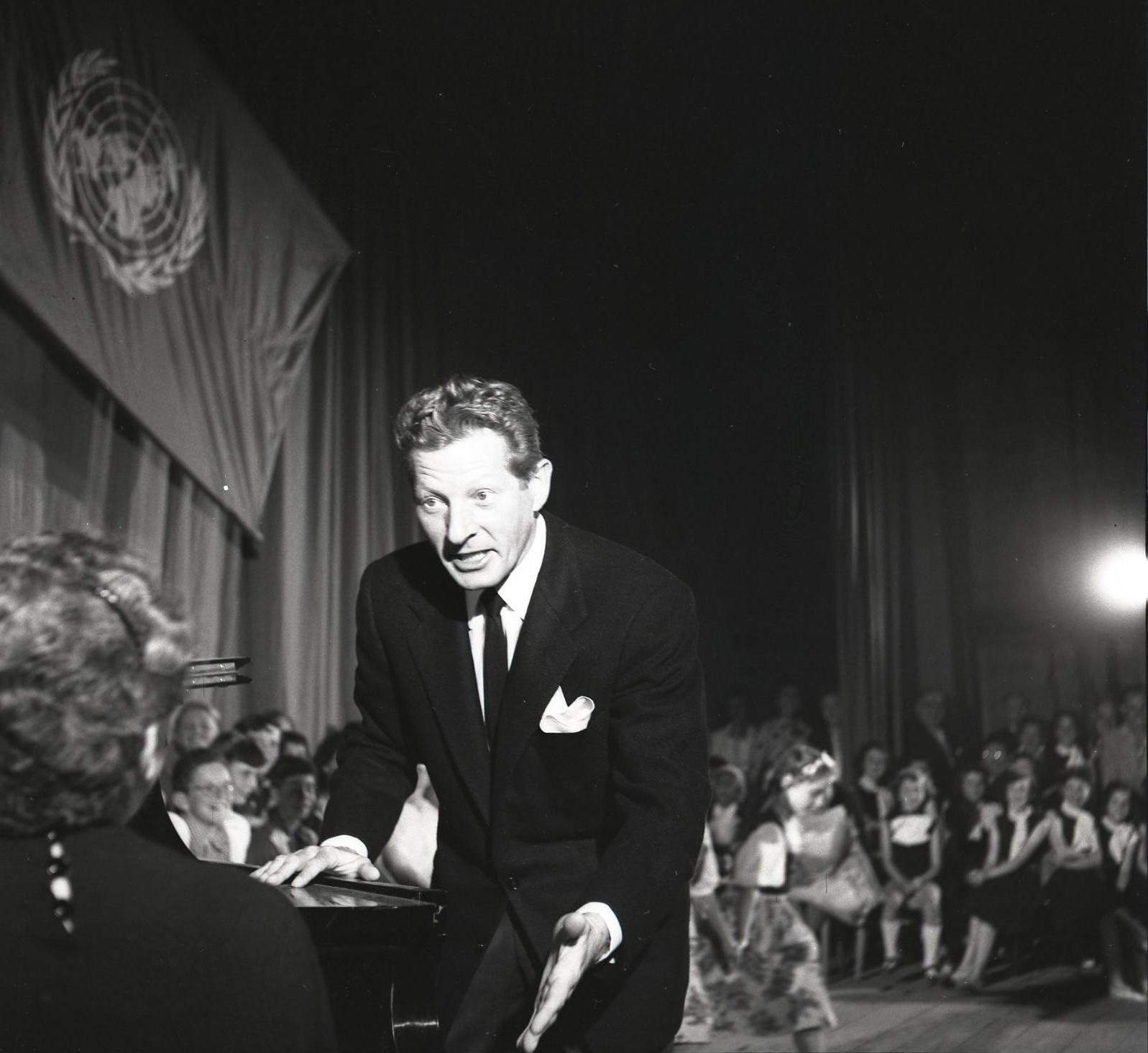
Kaye durant la seva visita a Israel, 1956, Boris Carmi, col·lecció Meitar, Biblioteca Nacional d'Israel

Tot i que Kaye va afirmar que no sabia llegir música, es deia que tenia un to perfecte. Un intèrpret extravagant amb el seu propi estil distintiu, "adaptant-se fàcilment de cançons novedoses escandaloses a balades tendres" (segons el crític Jason Ankeny), el 1945, Kaye va començar a presentar el seu propi programa de ràdio CBS, en el qual va interpretar una sèrie de cançons d'èxit, com "Dinah" i "Minnie the Moocher".
El 1947, Kaye es va unir amb The Andrews Sisters (Patty, Maxene i LaVerne) a Decca Records, produint l'èxit número tres de Billboard "Civilization (Bongo, Bongo, Bongo)". L'èxit del maridatge va fer que tots dos actes enregistressin fins al 1950, produint una cançó rítmicament còmica com "The Woody Woodpecker Song" (basada en l'ocell dels dibuixos animats de Walter Lantz i un èxit de Billboard per al quartet), "Put 'em in a Box, Tie 'em with a Ribbon (And Throw 'em in the Deep Blue SeasIt)" (de The Deep Blue SeasIts)" Crossbone County)", "Amelia Cordelia McHugh (Mc Who?)", "Ching-a-ra-sa-sa", i un duet de Danny i Patty Andrews de "Orange Colored Sky". Els númeross es van unir per a dos favorits de Nadal: una interpretació frenètica i harmònica de "A Merry Christmas at Grandmother's House (Over the River and Through the Woods)" i un duet de Danny i Patty, "All I Want for Christmas Is My Two Front Teeth".
L'àlbum debut de Kaye, Columbia Presents Danny Kaye , havia estat publicat el 1942 per Columbia Records amb cançons interpretades amb l'acompanyament de Maurice Abravanel i Johnny Green. L'àlbum va ser reeditat com a LP de Columbia el 1949 i el crític Bruce Eder ho descriu com "una mica més domèstic que algunes de les coses amb les quals Kaye va tocar més tard als anys 40 i 50, i per raons que el públic entén millor, no atrau gaire l'interès dels discos i rutines de comèdia oberta dels seus fills".
El 1950, es va llançar un senzill de Decca, "I've Got a Lovely Bunch of Coconuts", i es va convertir en un altre èxit per a ell. El seu segon àlbum LP de Columbia Danny Kaye Entertains (1953, Columbia) va incloure cinc cançons gravades el 1941 del seu musical de Broadway Lady in the Dark , sobretot "Tschaikowsky (and Other Russians)".
Després de l'èxit de la pel·lícula Hans Christian Andersen (1952), dues de les seves cançons escrites per Frank Loesser i cantades per Kaye, "Thumbelina" i "Wonderful Copenhagen", van arribar a les llistes de vendes; el primer títol es va convertir en un èxit menor dels Estats Units, i el segon va arribar al cinquè lloc de la llista de singles del Regne Unit. El 1953, Decca va publicar Danny at the Palace, un enregistrament en directe fet al New York Palace Theatre, seguit de Knock On Wood (Decca, 1954) un conjunt de cançons de la pel·lícula homònima cantada per Kaye, acompanyada per Victor Young i His Singing Strings.

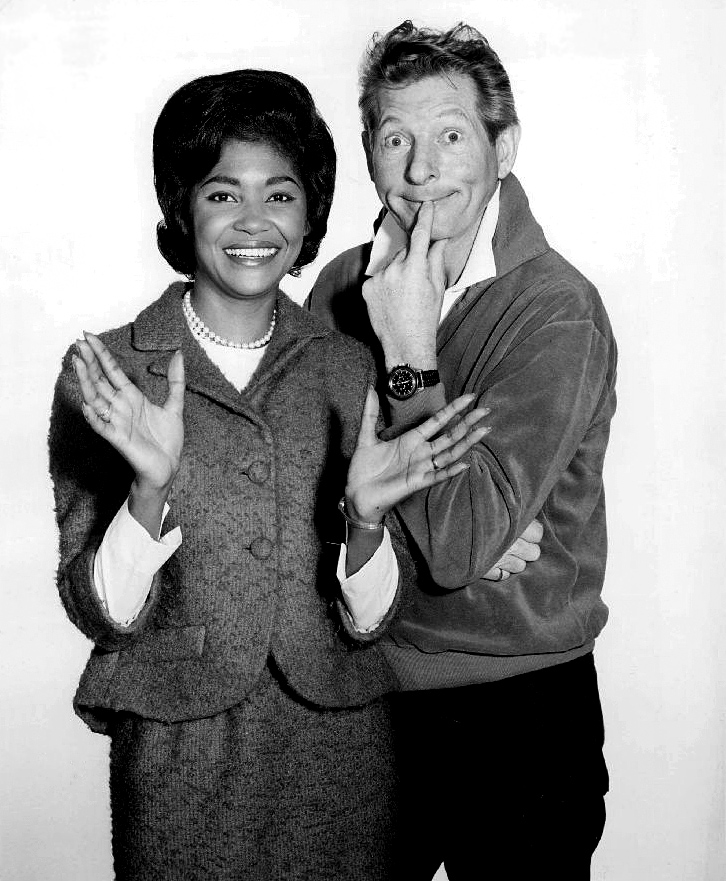
La cantant Nancy Wilson va aparèixer al seu programa el 1965

El 1956, Kaye va signar un contracte de gravació de tres anys amb Capitol Records, que va llançar el seu senzill "Love Me Do" al desembre d'aquell any. La cara B, "Ciu Ciu Bella", amb lletra escrita per Sylvia Fine, es va inspirar en un episodi a Roma quan Kaye, en una missió per a UNICEF, es va fer amistat amb un nen de 7 anys amb poliomielitis en un hospital infantil, que li va cantar aquesta cançó en italià.
El 1958, Saul Chaplin i Johnny Mercer van escriure cançons per a Merry Andrew, una pel·lícula protagonitzada per Kaye com a professor britànic atret pel circ. La partitura sumava sis números, tots cantats per Kaye; La composició del director Billy May de 1950 "Bozo's Circus Band" (anomenada "Music of the Big Top Circus Band") va ser dipositada a la segona cara de la banda sonora de Merry Andrew, publicada el 1958. Un any més tard, va sortir una altra banda sonora, per a The Five Pennies (en la qual Kaye va interpretar el trompetista Red Nichols, amb Louis Armstrong.
A les dècades de 1960 i 1970, Kaye va dirigir regularment orquestres de fama mundial, tot i que va haver d'aprendre les partitures d'orella. L'estil de Kaye, fins i tot si va acompanyat de travessias imprevisibles (una vegada va canviar la batuta per un matamosques per dirigir "The Flight of the Bumblebee") va ser elogiat per persones com Zubin Mehta, que una vegada va afirmar que Kaye "té un estil de direcció molt eficient". La seva habilitat amb una orquestra va ser esmentada per Dimitri Mitropoulos, llavors director de l'Orquestra Filharmònica de Nova York. Després de l'aparició de Kaye, Mitropoulos va comentar: "Aquí hi ha un home que no té formació musical, que ni tan sols no pot llegir música i treu més de la meva orquestra que jo" Kaye va ser convidat a dirigir simfonies com a recaptadors de fons de caritat i va ser el director de la banda de música de tota la ciutat a la inauguració de la temporada dels Dodgers de Los Angeles el 1984. Durant la seva carrera, va recaptar més de 5 milions de dòlars en suport dels fons de pensions dels músics.

### Altres esforços

#### Cuinar
En els seus últims anys, Kaye es va entretenir a casa com a xef. Es va especialitzar en cuina xinesa i italiana. Va fer instal·lar un restaurant xinès fet a mida a la part posterior de la seva casa al costat del seu carreró, després va fer construir una cuina i un menjador al seu voltant. L'estufa que Kaye feia servir per als seus plats xinesos estava equipada amb anelles metàl·liques per als cremadors per permetre que la calor estigués molt concentrada, i un abeurador amb aigua gelada circulant refredava la zona per mantenir la calor intensa tolerable per als qui cuinaven. Va aprendre "al restaurant de Johnny Kan a San Francisco i amb Cecilia Chang als seus restaurants mandarins a San Francisco i Los Angeles". Va impartir classes de cuina xinesa en un restaurant xinès de San Francisco als anys setanta. El teatre i la cuina de demostració sota la biblioteca del Hyde Park, Nova York, campus de l' Institut Culinari d'Amèrica porta el seu nom.
Kaye es va referir a la seva cuina com "La cosa de Ying". Mentre filmava The Madwoman of Chaillot a França, va trucar a casa per preguntar a la seva família si els agradaria menjar a Ying's Thing aquella nit; Kaye va volar a casa per sopar. No tots els seus esforços a la cuina van anar bé. Després de volar a San Francisco per una recepta de pa de massa mare, va tornar a casa i es va passar hores preparant pans. Quan la seva filla li va preguntar pel pa, Kaye va colpejar el pa a la taula de la cuina; el seu pa era prou dur per tallar-lo. Kaye es va apropar a la feina de cuina amb entusiasme, elaborant embotits i altres aliments necessaris per a la seva cuina. Encara que sovint s'afirma que va ser un Meilleur Ouvrier de France (MOF), això no és cert, ja que el MOF està restringit als professionals francesos. Més aviat, havia cuinat per a diversos xefs francesos famosos a casa seva (tots ells MOF), i li van signar un diploma "honorífic" de Meilleur Ouvrier de France.

#### Vol
Kaye es va convertir en un entusiasta i pilot de l'aviació. El seu interès el va despertar el seu amic de molt de temps, el coreògraf Michael Kidd, que en aquell moment havia obtingut recentment la seva llicència de pilot privat. Kaye era un golfista entusiasta i consumat, però va reduir les activitats de golf a favor de volar i va començar a entrenar per obtenir la seva llicència el 1959.
 El primer avió que Kaye posseïa va ser un Piper Aztec. Després d'això, es va qualificar per a molts tipus d'avions, des d'avions lleugers d'un sol motor fins a avions multimotors.
Kaye va rebre una qualificació de tipus en un Learjet, i Bill Lear el va nomenar vicepresident de la companyia Learjet com a títol honorífic (no tenia cap responsabilitat de línia a l'empresa). Va donar suport a molts projectes de vol. El 1968, va ser president honorari de l'Exposició Internacional de Vol de Las Vegas, un espectacle que va utilitzar moltes facetes de la indústria de l'entreteniment de la ciutat mentre presentava un espectacle aeri. El president de l'espectacle operatiu era la coneguda figura de l'aviació Lynn Garrison. Kaye va fer volar un Learjet a 65 ciutats en cinc dies en una missió per ajudar a UNICEF.

#### Aventures empresarials
El 1958, Kaye i el seu soci Lester Smith van formar Kaye–Smith Enterprises. L'empresa posseïa una cadena d'estacions de ràdio, principalment al nord-oest del Pacífic . Altres divisions de Kaye–Smith incloïen una empresa de promoció de concerts, una companyia de producció de vídeo i un estudi de gravació.

#### Beisbol
Fan de tota la vida dels Dodgers , Kaye va gravar una cançó anomenada "DODGERS (Oh, Really? No, O'Malley!)", que descriu una trobada fictícia amb els San Francisco Giants, un èxit durant la persecució de banderíns de la vida real de 1962. Aquesta cançó està inclosa als discos compactes Greatest Hits de Baseball . Un bon amic de Leo Durocher, viatjava sovint amb l'equip. També posseïa un coneixement enciclopèdic del joc i era un excel·lent jugador de segona base.
Kaye i el seu soci comercial Lester Smith també van dirigir un grup d'inversió, que va rebre la 13a franquícia de la Lliga Americana, que es va convertir en els Seattle Mariners per 6,2 milions de dòlars el 7 de febrer de 1976. Els percentatges de propietat de Kaye, Smith i dos altres inversors originals restants es van reduir al 5% quan George Argyros va comprar el 80% dels Mariners per $10,4 milions el 30 de gener de 1981. Kaye va vendre tots els seus interessos comercials a la família de Smith el 1985.

#### Medicina
Kaye va ser membre honorari de l'American College of Surgeons i de l'American Academy of Pediatrics.

#### Caritat
Treballant al costat del fundador de la recaptació de fons de Halloween d'UNICEF, Ward Simon Kimball Jr., l'actor va educar el públic sobre nens empobrits en condicions de vida deplorables a l'estranger i va ajudar en la distribució de béns i fons donats. La seva implicació amb UNICEF es va produir d'una manera inusual. Kaye tornava a casa des de Londres l'any 1949 quan un dels quatre motors de l'avió va perdre l'hèlix i es va incendiar. Inicialment, el problema es va considerar prou greu com per fer un aterratge oceànic; es van preparar armilles salvavides i bales salvavides. L'avió va poder tornar enrere més de 500 milles (804,67 km) per aterrar a l'aeroport de Shannon, Irlanda. En el camí de tornada a Shannon, el cap del Children's Fund, Maurice Pate, va ocupar el seient al costat de Danny Kaye i va parlar llargament de la necessitat de reconeixement del fons. La seva discussió va continuar en el vol de Shannon a Nova York; va ser l'inici de la llarga associació de l'actor amb UNICEF.
"Per tot el seu èxit com a intèrpret (...) el seu major llegat segueix sent el seu treball humanitari incansable; tan estrets eren els seus vincles amb el Fons Internacional d'Emergència Infantil de les Nacions Unides (UNICEF) que quan l'organització va rebre el Premi Nobel de la Pau, Kaye va ser convidat a acceptar-lo", segons el crític musical Jason Ankeny.

### Vida personal

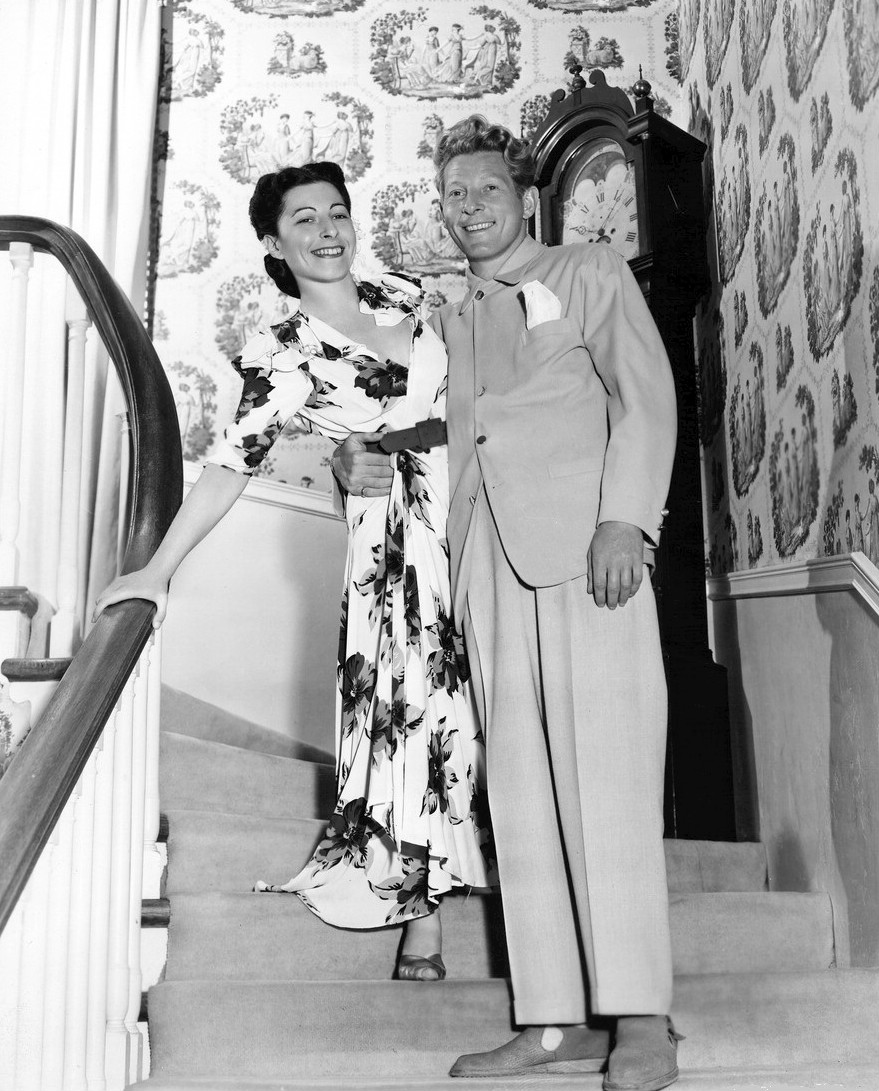
Sylvia i Danny Kaye, 1945

Kaye i Sylvia Fine van créixer a Brooklyn, vivint a unes quantes illes de distància, però no es van conèixer fins que van estar treballant en un espectacle fora de Broadway el 1939. Sylvia era una pianista d'audicions.
La Sylvia va descobrir que Danny havia treballat per al seu pare Samuel Fine, un dentista. Kaye, treballant a Florida, va proposar per telèfon; es van casar a Fort Lauderdale el 3 de gener de 1940. Es van casar de per vida, llevat d'una separació el 1947 i el 1948, quan Kaye va relacionar-se amb Eve Arden.
L'única filla de la parella, la filla Dena, va néixer el 17 de desembre de 1946. Quan era molt petita, a Dena no li agradava veure actuar el seu pare perquè no entenia que se suposava que la gent s'havia de riure del que feia.Kaye va dir en una entrevista de 1954: "El que vulgui ser, ho farà sense interferències de la seva mare ni de mi". Dena va créixer fins a convertir-se en periodista.
Donald Spoto, l'autor de Laurence Olivier (HarperCollins), va afirmar sense fonament que Kaye va tenir una aventura secreta de 10 anys amb Laurence Olivier. Malgrat el rumor dels mitjans des de la publicació d'aquest llibre, no s'ha publicat cap prova. El periodista anglès Terry Coleman, que va passar quatre anys estudiant l'arxiu de cartes i records d'Olivier, no va poder trobar proves d'aquesta aventura entre Kaye i Olivier. Coleman va observar: "Ho vaig comprovar i vaig parlar amb diverses persones. En aquesta muntanya de material als arxius, no vaig trobar cap indici d'una aventura amb Danny Kaye".
El 18 de gener de 2013, durant una salutació de 24 hores a Kaye a Turner Classic Movies en celebració del que TCM pensava que era el seu 100 aniversari, la filla de Kaye, Dena, va revelar a l'amfitrió de TCM Ben Mankiewicz que l'any de naixement de 1913 de Kaye era incorrecte i que en realitat va néixer l'any 1911.

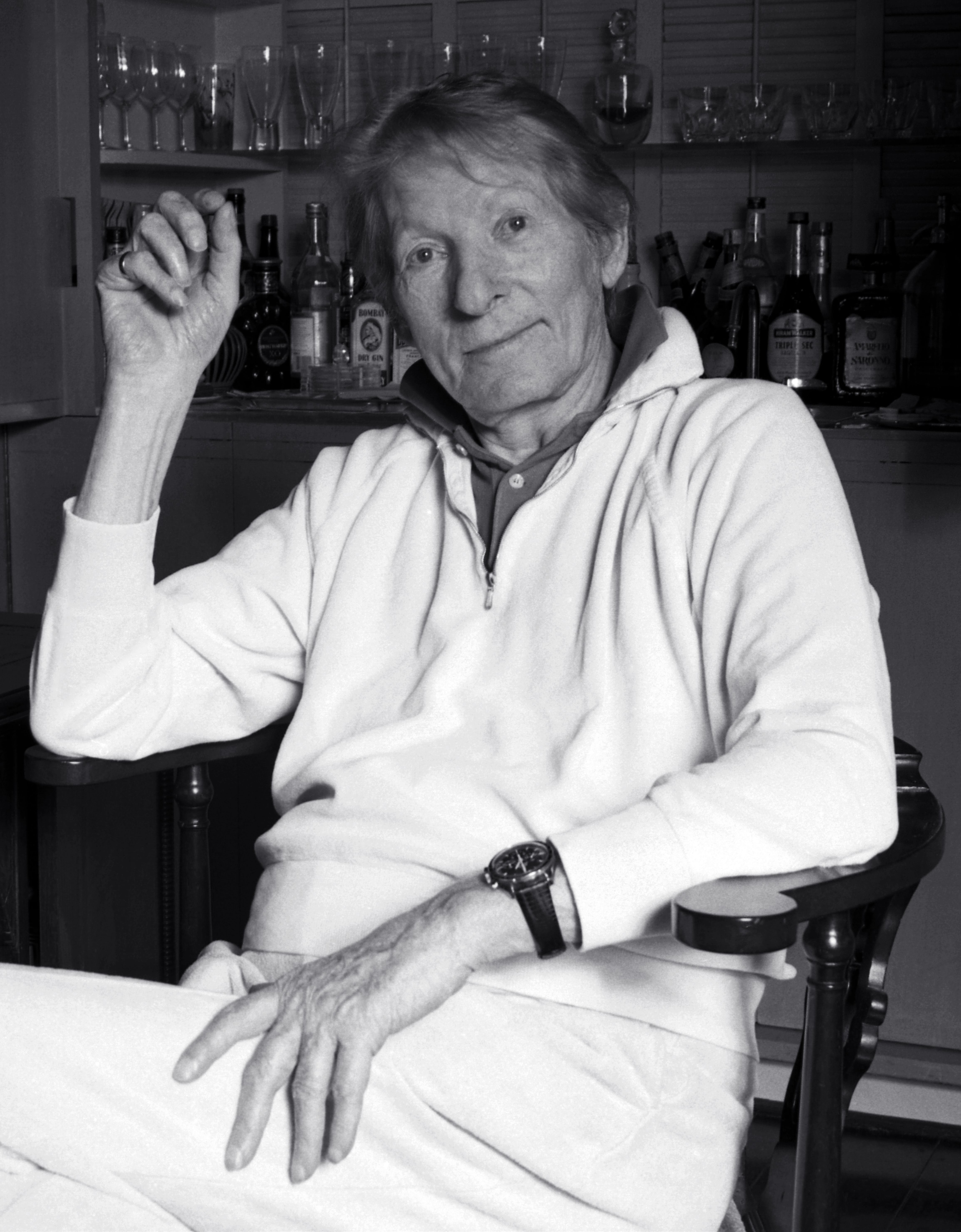
Kaye el 1986 per Allan Warren

Demòcrata de tota la vida, va donar suport a la campanya d'Adlai Stevenson durant les eleccions presidencials de 1952. Kaye va ser el padrí de l'actriu Mary Louise Weller.

### Salut i mort
El 1983, Kaye es va fer una cirurgia cardíaca de bypass quàdruple i va contreure hepatitis C a partir d'una transfusió de sang. Va morir al Centre Mèdic Cedars-Sinai a primera hora del matí del 3 de març de 1987, als 76 anys, per complicacions d'insuficiència cardíaca, hemorràgia interna i hepatitis C.

## Imitacions
Kaye era prou popular per inspirar imitacions:
- El dibuix animat Book Revue de 1946 de Warner Bros. va tenir una seqüència amb l'ànec Daffy amb una perruca rossa i fent-se passar per Kaye.[103]
- La cançó de 1953 del compositor satíric Tom Lehrer "Lobachevsky" es basava en un número que Kaye havia fet, sobre el director rus Constantin Stanislavski, amb l'accent rus afectat. Lehrer va esmentar Kaye en un monòleg inicial, citant-lo com un "ídol des del part".[104]
- Els creadors de Superman Jerry Siegel i Joe Shuster van crear un títol de superheroi de curta durada, Funnyman, inspirant-se en el personatge de Kaye.

## Llegat
El cos de Kaye va ser incinerat i les seves cendres van ser enterrades a la fundació d'un banc al cementiri de Kensico a Valhalla, Nova York. La seva tomba està adornada amb un banc que conté frisos d'una pilota de beisbol i un bat, un avió, un piano, un test, notes musicals i un toc de xef. El seu nom i les dates de naixement i mort estan inscrits al toc. Les Nacions Unides li van fer un homenatge commemoratiu a la seva seu de Nova York la nit del 21 d'octubre de 1987.
El Sylvia and Danny Kaye Playhouse al Hunter College de Nova York es va obrir el 1988, amb un regal d'un milió de dòlars de Sylvia Kaye.
David Koenig reflexiona: "El seu llegat s'ha enfosquit amb el pas del temps. Les seves obres més grans (...) perduren avui només com a records en la ment dels envellits membres del seu públic (...) gran part del seu treball televisiu no ha envellit especialment bé. El gust era d'un altre temps". No obstant això, Koenig veu el treball cinematogràfic de Kaye d'una altra manera: "La història ha somrigut en imatges individuals, en particular, l'element bàsic de les festes de White Christmas i The Court Jester... la festa medieval ha guanyat constantment la reputació d'una de les comèdies més grans de tots els temps".

## Honors
- Kaye va ser nomenat cavaller per la reina Margarida II de Dinamarca el 10 de novembre de 1983. Va rebre la creu de Cavaller de la Dannebrog, de 1a classe, pel seu treball amb UNICEF i els seus llaços de llarga data amb Dinamarca. Kaye va interpretar Hans Christian Andersen a la pel·lícula de 1952 amb el mateix nom.[110]
- Va ser fet Cavaller de la Legió d'Honor francesa el 24 de febrer de 1986, pel seu treball per a UNICEF.[1]
- El 23 de juny de 1987, Kaye va rebre pòstumament la Medalla Presidencial de la Llibertat pel president Ronald Reagan. El premi l'ha rebut la seva filla Dena.[111][112]
- El 1988, Kaye va ser incorporat pòstumament al Saló de la Fama del Teatre Americà.[113]
- UNICEF va crear el Danny Kaye International Children's Award en el seu honor, un concurs de cant europeu infantil que es presenta cada any entre 1988 i 1992 organitzat per Audrey Hepburn i Roger Moore.[114]

## Premis i altres reconeixements
- Globus d'Or al millor actor de pel·lícula musical o comèdia el 1951 per On the Riviera
- Va rebre un Oscar honorífic de l'Acadèmia el 1955 "pels seus talents únics, el seu servei a l'Acadèmia, la indústria cinematogràfica i el poble nord-americà".
- Globus d'Or al millor actor - Musical o comèdia cinematogràfica el 1958, per Me and the Colonel
- Lions Clubs International El primer destinatari del Premi Humanitari de la Fundació Lions Clubs International. (1973–74)[115]
- Premi humanitari Jean Hersholt (1981)
- Asteroide 6546 Kaye
- Tres estrelles al Passeig de la Fama de Hollywood ; pel seu treball en música, ràdio i pel·lícules[116]
- Kennedy Center Honor (1984)
- Gran Mariscal de la Cercavila del Torneig de Roses (1984)
- La cançó "I Wish I Was Danny Kaye" a l'àlbum de Miracle Legion de 1996 Portrait of a Damaged Family
- El Centre de Visitants de Nova York d'UNICEF rep el seu nom en honor a Danny Kaye.[117]
- El desembre de 1996, la sèrie de la Public Broadcasting Service American Masters va emetre un especial sobre la vida de Kaye.[118]
- A San Antonio, Texas, un carrer batejat al barri d'Oak Hills Terrace (situat al nord-oest de la ciutat) rep el nom de Danny Kaye a prop dels carrers que porten altres noms coneguts de televisió i pel·lícules.[119] El barri es va establir a finals dels anys 60.[120]
- Les carreres de Kaye i Fine estan immortalitzades a The Danny Kaye and Sylvia Fine Collection de la Biblioteca del Congrés dels Estats Units. Els materials conservats a la col·lecció inclouen manuscrits, partitures, guions, fotografies, enregistraments sonors i videoclips.[121]
- El 9 de juny de 1986, Danny Kaye va ser coronat rei de Brooklyn al Back to Brooklyn Day Festival. Danny Kaye va ser allà per acceptar la seva corona.[122]

## Crèdits a la pantalla

### Cinema
| Títol                           | Any  | Paper                                                                   | Director                   | Co-protagonitzada                                                                                  | Rodada en                                                |
| ------------------------------- | ---- | ----------------------------------------------------------------------- | -------------------------- | -------------------------------------------------------------------------------------------------- | -------------------------------------------------------- |
| Dime a Dance                    | 1937 | Eddie                                                                   | Al Christie                | Imogene Coca, June Allyson                                                                         | Curtmetratge en blanc i negre per a Educational Pictures |
| Getting an Eyeful               | 1938 | Russian                                                                 | Al Christie                | Charles Kemper, Sally Starr                                                                        | Curtmetratge en blanc i negre per a Educational Pictures |
| Cupid Takes a Holiday           | 1938 | Nikolai Nikolaevich                                                     | William Watson             | Douglas Leavitt, Estelle Jayne                                                                     | Curtmetratge en blanc i negre per a Educational Pictures |
| Money on Your Life              | 1938 | Nikolai Nikolaevich                                                     | William Watson             | Charles Kemper, Sally Starr                                                                        | Curtmetratge en blanc i negre per a Educational Pictures |
| Up in Arms                      | 1944 | Danny Weems                                                             | Elliott Nugent             | Dinah Shore, Dana Andrews                                                                          | Technicolor, per Samuel Goldwyn                          |
| I Am an American                | 1944 | Ell mateix                                                              | Crane Wilbur               | Humphrey Bogart, Gary Gray, Dick Haymes, Joan Leslie, Dennis Morgan, Knute Rockne, Jay Silverheels | Black and white short subject for Warner Bros.           |
| Un home fenomen                 | 1945 | Edwin Dingle/Buzzy Bellew                                               | H. Bruce Humberstone       | Virginia Mayo, Vera-Ellen, Steve Cochran                                                           | Technicolor, per Samuel Goldwyn                          |
| The Kid from Brooklyn           | 1946 | Burleigh Hubert Sullivan                                                | Norman Z. McLeod           | Virginia Mayo, Vera-Ellen, Steve Cochran, Eve Arden                                                | Technicolor, per Samuel Goldwyn                          |
| La vida secreta de Walter Mitty | 1947 | Walter Mitty                                                            | Norman Z. McLeod           | Virginia Mayo, Boris Karloff, Fay Bainter, Ann Rutherford                                          | Technicolor, per Samuel Goldwyn                          |
| A Song Is Born                  | 1948 | Professor Hobart Frisbee                                                | Howard Hawks               | Virginia Mayo, Benny Goodman, Hugh Herbert, Steve Cochran                                          | Technicolor, per Samuel Goldwyn                          |
| It's a Great Feeling            | 1949 | Himself                                                                 | David Butler               | Dennis Morgan, Doris Day, Jack Carson                                                              | Technicolor, per a la Warner Bros.                       |
| The Inspector General           | 1949 | Georgi                                                                  | Henry Koster               | Walter Slezak, Barbara Bates, Elsa Lanchester, Gene Lockhart                                       | Technicolor, per a la Warner Bros.                       |
| On the Riviera                  | 1951 | Jack Martin/Henri Duran                                                 | Walter Lang                | Gene Tierney, Corinne Calvet                                                                       | Technicolor, per a la 20th Century-Fox                   |
| Hans Christian Andersen         | 1952 | Hans Christian Andersen                                                 | Charles Vidor              | Farley Granger, Zizi Jeanmaire                                                                     | Technicolor, per a la Goldwyn                            |
| Knock on Wood                   | 1954 | Jerry Morgan/Papa Morgan                                                | Norman Panama Melvin Frank | Mai Zetterling, Torin Thatcher                                                                     | Technicolor, per a la Paramount Pictures                 |
| White Christmas                 | 1954 | Phil Davis                                                              | Michael Curtiz             | Bing Crosby, Rosemary Clooney, Vera-Ellen, Dean Jagger                                             | VistaVision i Technicolor, per a la Paramount            |
| The Court Jester                | 1956 | Hubert Hawkins                                                          | Norman Panama Melvin Frank | Glynis Johns, Basil Rathbone, Angela Lansbury                                                      | VistaVision i Technicolor, per a la Paramount            |
| Merry Andrew                    | 1958 | Andrew Larabee                                                          | Michael Kidd               | Salvatore Baccaloni, Pier Angeli                                                                   | CinemaScope i Metrocolor, per a la Metro-Goldwyn-Mayer   |
| Me and the Colonel              | 1958 | Samuel L. Jacobowsky                                                    | Peter Glenville            | Curt Jürgens, Nicole Maurey, Françoise Rosay, Akim Tamiroff                                        | Blanc i negre, per a la Columbia Pictures                |
| The Five Pennies                | 1959 | Red Nichols                                                             | Melville Shavelson         | Barbara Bel Geddes, Louis Armstrong, Tuesday Weld                                                  | VistaVision i Technicolor, per a la Paramount            |
| On the Double                   | 1961 | Private First Class Ernie Williams/General Sir Lawrence MacKenzie-Smith | Melville Shavelson         | Dana Wynter, Margaret Rutherford, Diana Dors                                                       | Panavision i Technicolor, per a la Paramount             |
| The Man from the Diners' Club   | 1963 | Ernest Klenk                                                            | Frank Tashlin              | Cara Williams, Martha Hyer                                                                         | Blanc i negre, per a la Columbia Pictures                |
| The Madwoman of Chaillot        | 1969 | The Ragpicker                                                           | Bryan Forbes               | Katharine Hepburn, Charles Boyer                                                                   | Technicolor, per a Warner Bros.                          |

### Televisió
- Autumn Laughter (1938) (experimental telecast)
- The Secret Life of Danny Kaye (1956) (especialSee It Now)
- What's My Line? (1960) (convidat misteriós)
- An Hour With Danny Kaye (1960 i 1961) (especials)
- The Danny Kaye Show with Lucille Ball (1962) (especial)
- The Danny Kaye Show (1963–1967) (series)
- The Lucy Show: "Lucy Meets Danny Kaye" (1964) (estrella convidada)
- Rowan And Martin's Laugh-In (1970)
- Here Comes Peter Cottontail (1971) (veu)
- The Dick Cavett Show (1971) (convidat entrevistat)
- The Enchanted World of Danny Kaye: The Emperor's New Clothes (1972) (especial)
- An Evening with John Denver (1975) (especial)
- Pinocchio (1976) (especial de la CBS); adaptació musical televisiva protagonitzada per Kaye com Gepetto i Sandy Duncan com Pinocchio
- Peter Pan (1976) (especial de la NBC); adaptació musical televisiva protagonitzada per Mia Farrow com Peter, i Kaye com Captain Hook
- The Muppet Show (1978) (estrella convidada)
- Disneyland's 25th Anniversary (1980) (especial estrella convidada)
- An Evening with Danny Kaye (1981) (especial)
- Skokie (1981) (television movie)
- "Epcot Center: The Opening Celebration" especial televisiu (1982) (presentador)
- The Twilight Zone: "Paladin of the Lost Hour" (1985) (estrella convidada)
- The Cosby Show: "The Dentist" (1986) (estrella convidada)

## Teatre
- The Straw Hat Revue (1939)
- Lady in the Dark (1941)
- Let's Face It! (1941)
- Two by Two (1970)

## Discografia selecte

### Àlbums d'estudi
- Danny Kaye (Decca, 1949)
- Gilbert And Sullivan And Danny Kaye (Decca, 1949)
- Danny Kaye Entertains (Columbia, 1950)
- Mommy, Gimme a Drinka Water (Orchestration by Gordon Jenkins) (Capitol, 1958)
- The Five Pennies (with Louis Armstrong, London, 1959)

### Bandes sonores
- Hans Christian Andersen (1952)
- Knock on Wood (Decca, 1954)
- Court Jester (Brunswick, 1956)
- Merry Andrew (1958)

### Narracions
- Danny Kaye for Children (Coral, 1959)
- Danny Kaye Tells 6 Stories from Faraway Places (Golden, 1960)

### Compilacions
- Selections from Irving Berlin's White Christmas (1954)
- The Best of Danny Kaye (Decca, 1965)
- Two by Two (Columbia, 1970)
- The Very Best of Danny Kaye (20 Golden Greats) (MCA, 1987)

### Singles
- "Bloop Bleep" (With Orchestra Directed by Billy May, Decca) US No. 21, 1947[59]
- "Civilization (Bongo, Bongo, Bongo)" from the Broadway musical Angel in the Wings (Danny Kaye – Andrews Sisters, with Vic Schoen and His Orchestra, Decca) US No. 3, 1947[59]
- "The Woody Woodpecker" (Danny Kaye – Andrews Sisters, With The Harmonica Gentlemen, Decca) US No. 18, 1948[59]
- "I've Got a Lovely Bunch of Coconuts" (With The Harmonaires And Orchestra Directed By Vic Schoen, Decca) US No. 26, 1950[59]
- "C'est Si Bon (It's So Good)" (With Lee Gordon Singers And Vic Schoen And His Orchestra, Decca) US No. 21, 1950[124]
- "Black Strap Molasses" (Danny Kaye – Jimmy Durante – Jane Wyman – Groucho Marx with 4 Hits and A Miss and Orchestra Directed by Sonny Burke, Decca) US No. 29, 1951[124]
- "Thumbelina" (Danny Kaye and Gordon Jenkins and his Chorus and Orchestra, Decca) US No. 28, 1952[124]
- "Wonderful Copenhagen" (Danny Kaye and Gordon Jenkins and his Chorus and Orchestra, Decca) UK No. 5, 1953[58]
- "Little Child (Daddy Dear)" with Dena Kaye (Decca, 1956) US Cash Box No. 25[124]
- "Ciu Ciu Bella" (Capitol, 1956) US Music Vendor No. 76[124]
- "Lullaby in Ragtime" with Eileen Wilson (Dot, 1959) US Music Vendor No. 116[124]
- "D-O-D-G-E-R-S Song (Oh, Really? No, O'Malley)" (Reprise, 1962) US Cash Box No. 113[124]